# Phenacoccus avetianae
Phenacoccus avetianae är en insektsart som beskrevs av Borchsenius 1949. Phenacoccus avetianae ingår i släktet Phenacoccus och familjen ullsköldlöss.
Artens utbredningsområde är Armenien. Inga underarter finns listade i Catalogue of Life.